# Брин, Бенедетто
Бенедетто Брин (итал. Benedetto Brin; 17 мая 1833, Турин, Пьемонт — 24 мая 1898, Рим, Италия) — итальянский кораблестроитель и политик. Принял активное участие в создании итальянского флота.

## Биография
Бенедетто Брин родился в Турине 17 мая 1833 года. До сорока лет работал морским инженером. В 1873 году по приглашению морского министра адмирала ди Сан-Бона занял должность его заместителя. Совместно с Сан-Боном работал над большинством проектов: морской министр выбирал тип корабля, а Брин занимался его проектированием и надзором за постройкой.
В период 15 мая 1892 — 15 декабря 1893 года занимал пост министра иностранных дел Итальянского королевства.
В честь него был назван эскадренный броненосец «Бенедетто Брин»